# Дюк, Жозеф-Луи
Жозеф-Луи Дюк (фр. Joseph-Louis Duc; 25 октября 1802, Париж — 22 января 1879, Париж) — французский архитектор периода историзма и эклектики.

## Биография
Жозеф-Луи Дюк родился и работал в Париже. Получил архитектурное образование в парижской Школе изящных искусств, где он был учеником Шарля Персье. В 1825 году получил Римскую премию за проект парижской ратуши. Во время трехлетнего пребывания во Французской академии в Риме на вилле Медичи его коллегами были Феликс Дюбан, Анри Лабруст и Леон Водуайе.
В Италии Жозеф-Луи изучал руины этрусской, древнеримской и средневековой архитектуры, а также античной Сицилии. Первую известность он получил за работу по исследованию возможностей восстановления римского Колизея (1829). По возвращении из Рима важным заказом для Дюка стало украшение Июльской колонны.
Июльская колонна (фр. Colonne de Juillet) — монумент на Площади Бастилии в 4-м округе Парижа — была построена в память о «трёх славных днях» Июльской революции 1830 года, когда был свергнут король Карл X и на трон взошёл «король-гражданин» Луи-Филипп I. Колонну строили с 1831 по 1840 год. Архитектором был Жан-Антуан Алавуан.
Назначенный помощником Алавуана, Дюк взял на себя весь проект после его смерти в 1834 году. Фундамент колонны — работа Алавуана; сама колонна признана исключительно работой Дюка. Наверху колонны была помещена позолоченная бронзовая скульптура работы Огюста Дюмона: Гений свободы.
Открытие колонны состоялось 28 апреля 1840 года. Этой церемонии предшествовала передача тел жертв репрессий, для которой Гектор Берлиоз написал музыку, исполненную под открытым небом в 1840 году. Жозеф-Луи Дюк разрабатывал украшения праздника. В 1848 году он вместе с Лабрустом отвечал за организацию панихиды по жертвам революции 1848 года.
Сразу после освящения Июльской колонны в середине 1840 года Дюк был удостоен должности архитектора Дворца правосудия Антуаном Водуайе, членом Института Франции и отцом друга Дюка, Леона. Одновременно с этим назначением Дюк стал кавалером ордена Почётного легиона. Оставшиеся тридцать девять лет своей жизни Дюк посвятил реконструкции и расширению Дворца правосудия. Фасад дворца был спроектирован в стиле неоренессанса. В ночь на 24 мая 1871 года, во время Парижской коммуны во Дворце правосудия начался пожар. Была разрушена большая часть здания, построенного двумя годами ранее.
В 1862 году после смерти Луи Ленормана Жозеф-Луи Дюк был назначен архитектором Кассационного суда.
В 1862 году Жозеф-Луи Дюк построил капеллу небольшого коллежа Луи-ле-Гран, ныне лицей Мишле, в Ванве. В 1868 году, в том же городе Дюк построил гимназию и концертный зал. В 1877 году он начал строительство Шато Булар в стиле неоренессанса в Биаррице.
В 1876 году Дюк получил Королевскую золотую медаль от Королевского института британских архитекторов, был возведён в звание командора ордена Почётного легиона и в 1879 году был избран в Академию изящных искусств.
Архитектор скончался 22 января 1879 года, похоронен на кладбище Монмартр.

## Галерея

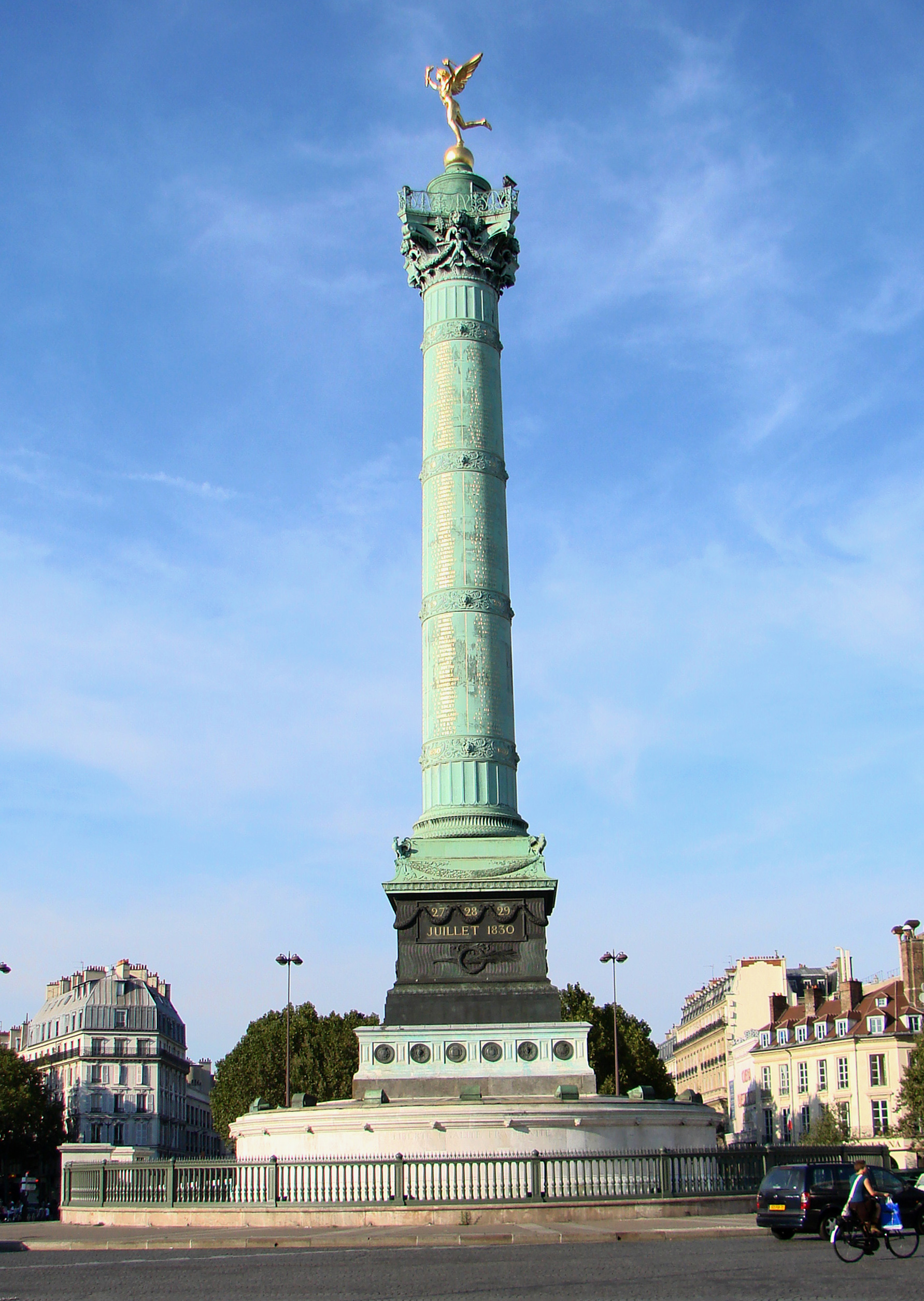
Июльская колонна в Париже. 1831—1840
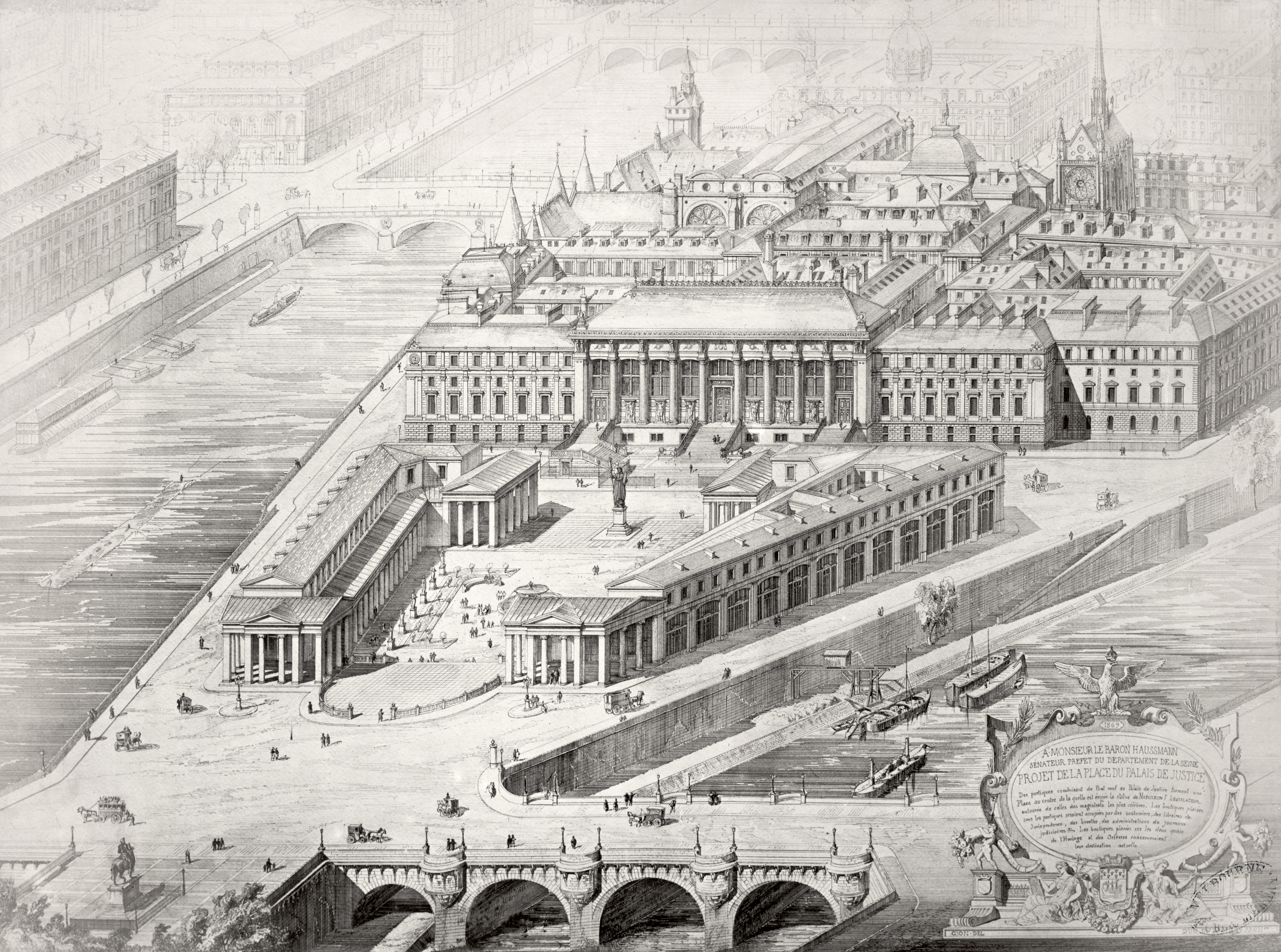
Дворец правосудия. Изометрический план. 1853–1870. Государственная библиотека Виктории, Мельбурн
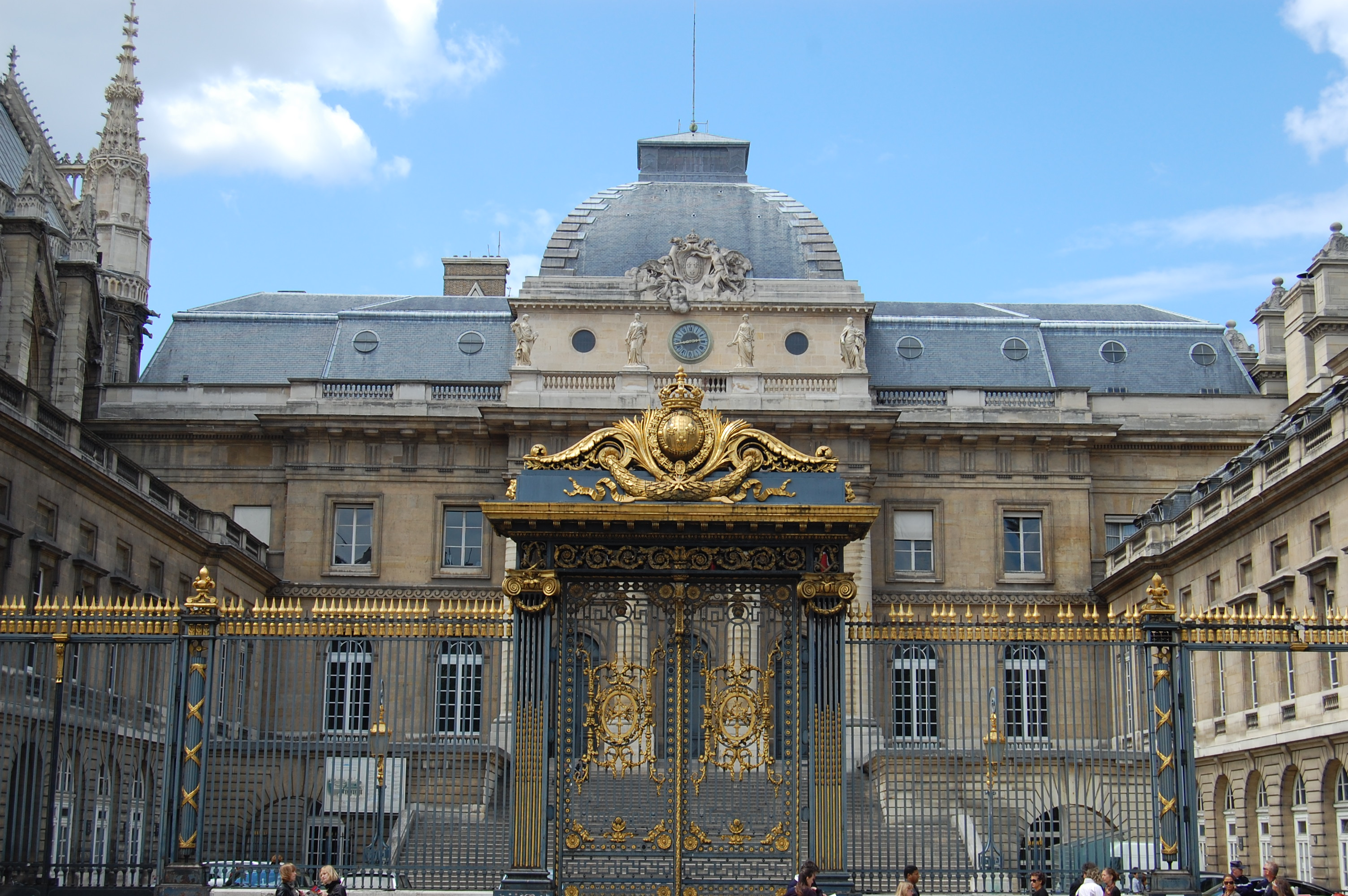
Дворец правосудия. Главный фасад
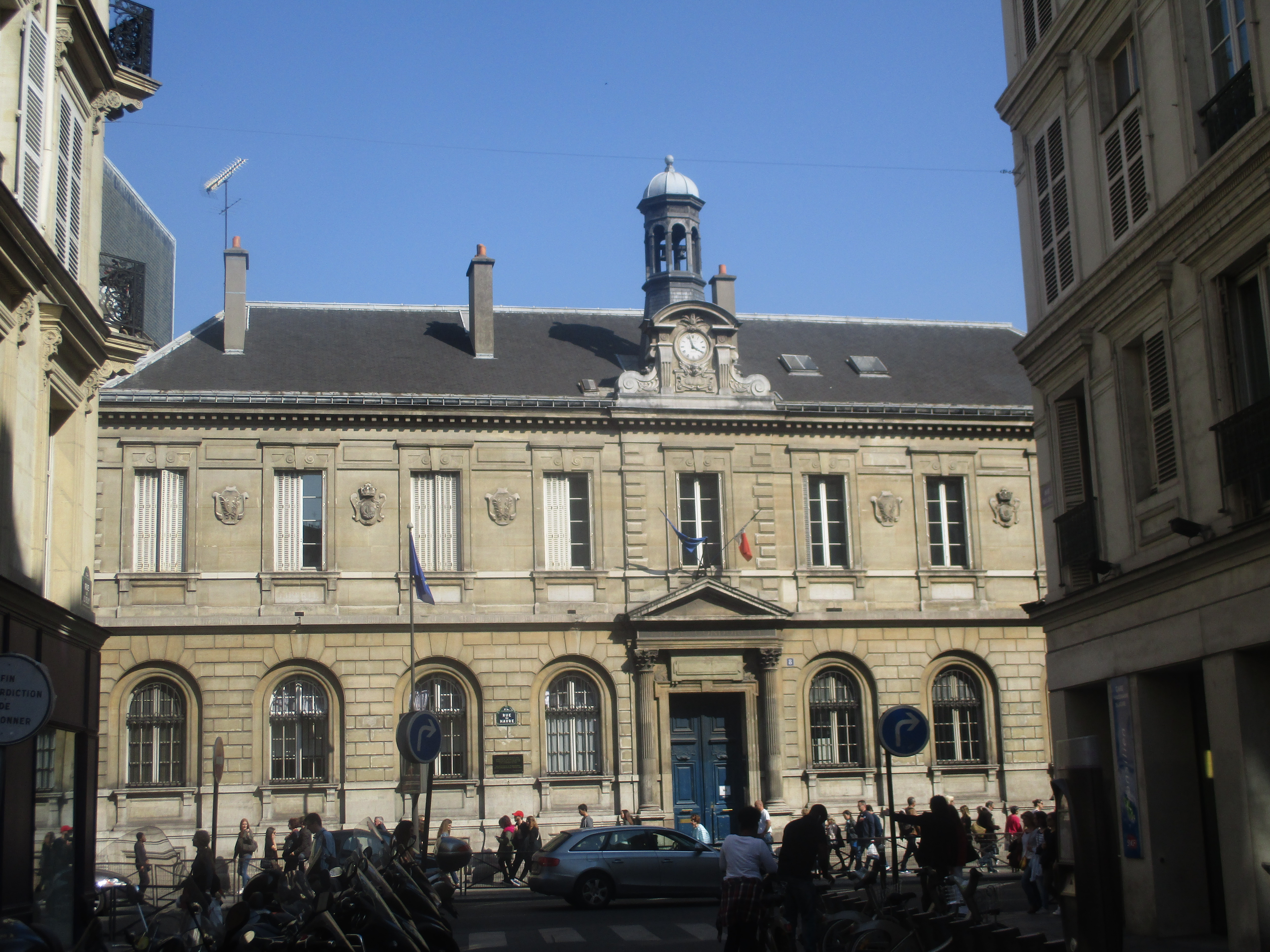
Лицей Кондорсе. 1803. Париж
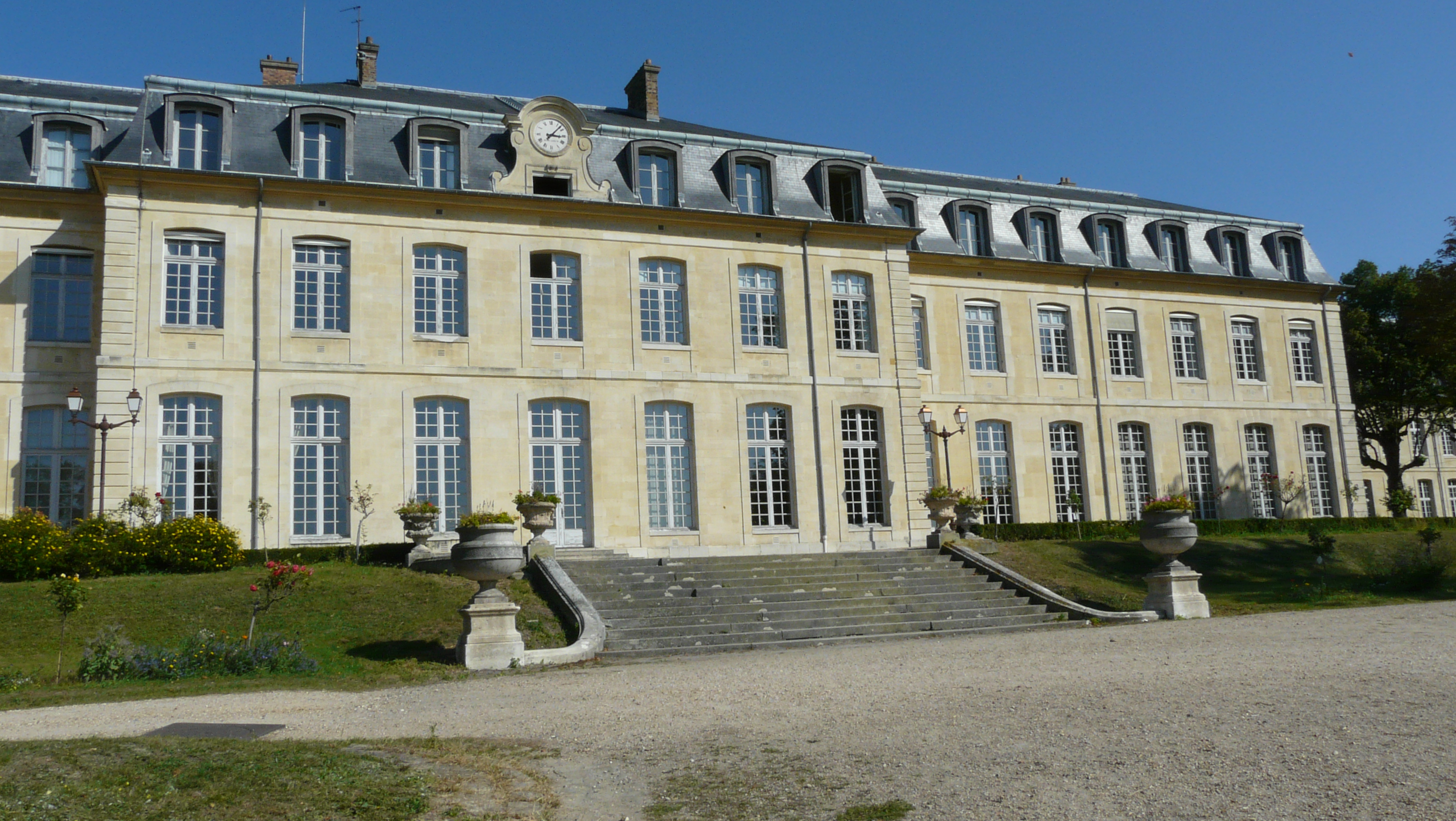
Лицей Мишле. Ванв. 1862
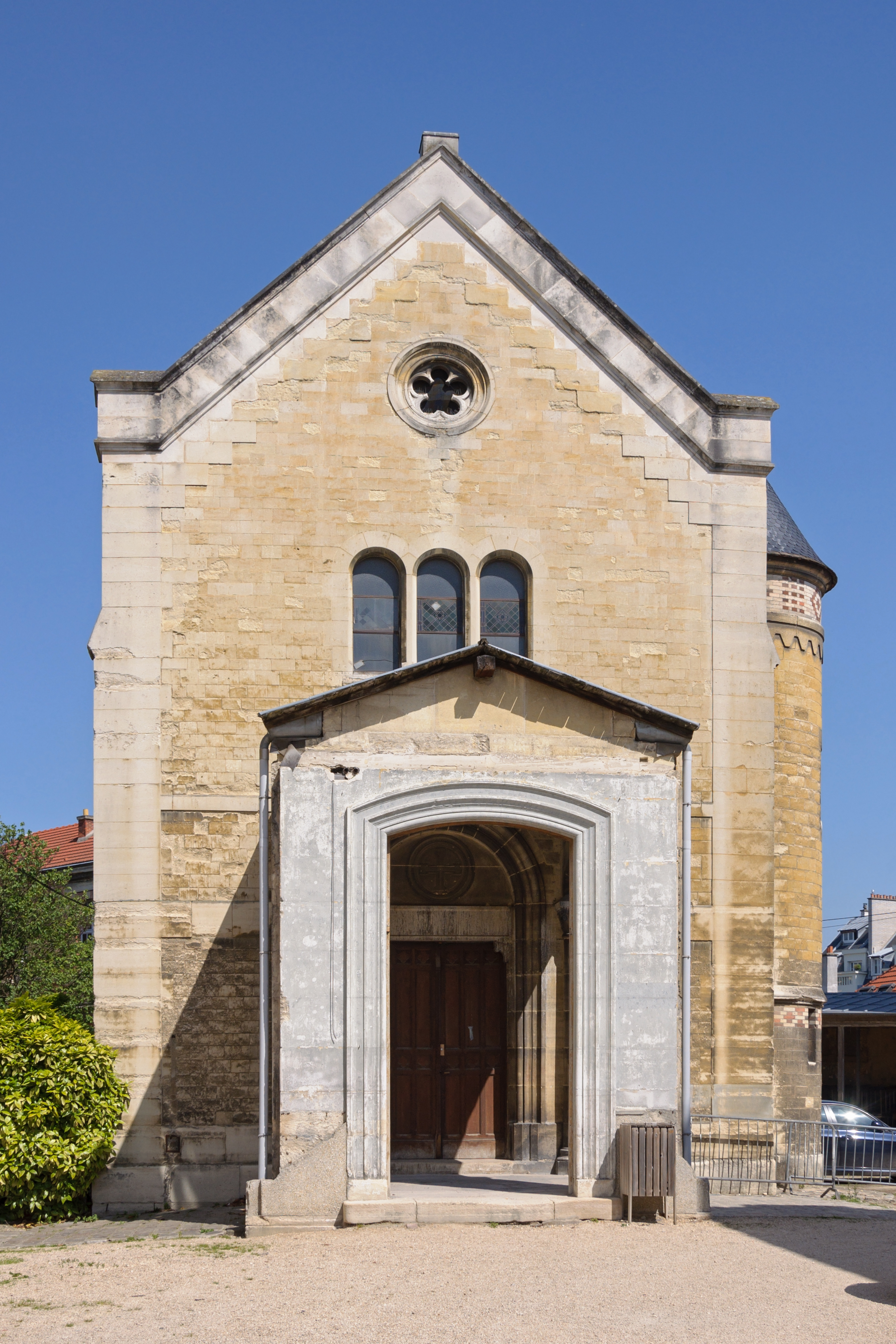
Лицей Мишле. Капелла